# Lotononis rabenaviana
Lotononis rabenaviana är en ärtväxtart som beskrevs av Moritz Kurt Dinter och Hermann August Theodor Harms. Lotononis rabenaviana ingår i släktet Lotononis och familjen ärtväxter. Inga underarter finns listade i Catalogue of Life.